# Hubert van Houtte
Hubert Marie Louis Jean François van Houtte (Waregem, 31 december 1872 - Gent, 12 oktober 1948) was een Belgisch historicus en hoogleraar aan de Rijksuniversiteit Gent.

## Biografie
Hubert van Houtte liep school aan het bisschoppelijk college van Tielt en studeerde geschiedenis aan de Katholieke Universiteit Leuven. 
Onder leiding van de mediëvist Alfred Cauchie promoveerde hij in 1898 met het proefschrift Les Kerels de Flandre. Contribution à l'étude des origines ethniques de la Flandre. Hij wees hierin op de onhoudbaarheid van de door Hendrik Conscience gepopulariseerde stellingen van historicus Joseph Kervyn de Lettenhove; de kerels uit de kuststreek hadden nooit bestaan en waren een product van Kervyns romantische verbeelding. Datzelfde jaar publiceerde hij de historische studie over La civilisation flamande au commencement du XIIe siècle, d'après Galbert de Bruges. Het was de aanzet van diverse publicaties over het graafschap Vlaanderen, aanvankelijk in de middeleeuwen, later in de nieuwe tijd.
Na zijn studies in Leuven volgde Van Houtte colleges in Duitsland, onder meer bij Karl Lamprecht in Leipzig en Schmoller in Berlijn. Hij werkte drie jaar voor het Bestuur van het Hoger Onderwijs. Vanaf 1902 doceerde hij aan de Rijksuniversiteit Gent. In 1912 werd hij er gewoon hoogleraar; in 1942 ging hij met emeritaat. In het academiejaar 1918-1919 was hij decaan van de faculteit Letteren en Wijsbegeerte. Van Houtte was een tegenstander van de vernederlandsing van de Gentse universiteit, maar gaf in de periode 1924-1930 lessen in het Nederlands. In 1918 antwoordde hij negatief op de vraag of het Vlaamse volk een Vlaamse universiteit verlangde.
In 1931 werd hij lid van de Koninklijke Commissie voor Geschiedenis en in 1932 van de Académie royale des sciences, des lettres et des beaux-arts de Belgique.
Hij was de vader van politicus Jean Van Houtte.

## Publicaties (selectie)
- Les Kerels de Flandre. Contribution à l'étude des origines ethniques de la Flandre, Leuven, Peeters, 1898.
- La civilisation flamande au commencement du XIIe siècle, d'après Galbert de Bruges, Leuven, Peeters, 1898.
- Documents pour servir à l'histoire des prix de 1381 à 1794, Brussel, Kiessling et Imbreghts, 1903.
- Vraagt het Vlaamsche Volk eene Vlaamsche Universiteit? Een antwoord, Gent, Vanderpoorten, 1918.
- Histoire économique de la Belgique à la fin de l'ancien régime, Gent, Van Rysselberghe et Rombaut, 1920.
- Les occupations étrangères en Belgique sous l'ancien régime, Gent, Van Rysselberghe et Rombaut, 1930.
- Tafels van de resolutieboeken der Staten van Vlaanderen, vol. 1, Brussel, Lamertin, 1936.